# 1911년
1911년은 일요일로 시작하는 평년이다.

## 연호
- 청(淸) 선통(宣統) 3년
- 일본(日本) 메이지(明治) 44년
- 응우옌 왕조(阮朝) 주이떤(維新) 5년

## 기년
- 청(淸) 선통제(宣統帝) 3년
- 응우옌 왕조(阮朝) 유신제(維新帝) 5년

## 사건
- 1월 1일 - 조선총독부 경무총감부가 안명근의 체포를 시작으로 황해도 안악의 민족주의자를 검거하기 시작하였다. (안악 사건)
- 2월 9일 - 일제가 우편규칙, 철도선박 우편규칙 등을 공포하였다.
- 2월 17일 - 일본이 옛 대한제국 황가에게 일본 육군 무관 제복을 착용하게 했다.
- 2월 21일 - 일본, 불평등조약 개정에 성공.
- 3월 1일 - 일본에서 데이코쿠게키죠가 개관하였다.
- 3월 12일 - 의병장 노병대가 다시 의병을 일으키다 체포되었다.
- 3월 25일 - 트라이앵글 셔츠웨이스트 공장 화재 발생.
- 4월 1일 - 경성부를 5부 8면으로 개편되었다.
- 5월 15일 - 잡지 《소년》이 폐간되었다.
- 6월 14일 - 영국, RMS 올림픽호가 취역을 하다.
- 7월 1일 - 독일이 자국국민 보호를 구실로 모로코의 아가디르 항에 전함 '판터호'를 파견, 제2차 모로코 위기 발생되었다.
- 7월 22일 - 양기탁, 안명근 등 안악 사건의 피의자 공판이 진행되었다.
- 8월 21일 - 파리 루브르 박물관에 있던 레오나르도 다빈치의 명화 《모나리자》 도난사건 발생 (1913년에 회수됨)
- 8월 23일 - 일본, 조선교육령 일본 각의 공포.
- 8월 30일 - 경성복심원이 안악사건 공소심에 판결, 안명근은 무기징역, 김구 외 7명은 15년형을 선고하였다.
- 9월 - 신민회 사건 발생, 일제는 데라우치 총독을 암살하려 했다는 명목으로 민족주의자들을 검거하기 시작하였다. (105인 사건)
- 9월 9일 - 귀족단인 동족회가 결성되었다.
- 9월 24일 - 경성부민회가 해산되었다.
- 10월 5일 - 오스만 제국이 1911년 9월 29일에 전쟁을 선포한 후, 이탈리아가 리비아의 트리폴리와 키레나이카를 합병하다.
- 10월 10일 - 중국에서 신해혁명이 일어나 이듬해인 1912년, 청나라가 막을 내린다.
- 10월 20일
  - 러시아령 스찬에서 대한인국민회 시베리아지방총륜회가 설립되었다.
  - 조선교육령 조선총독부 공포. 시행은 11월 1일부터.
- 10월 26일 - 〈조선인의 성명 개칭에 관한 건〉이 공포되었다.
- 11월 5일 - 한국인 최초의 방직회사 경성방직이 창립되었다.
- 11월 13일 - 만주 하얼빈에서 대한인국민회 만주지방총회가 설립되었다.
- 11월 29일 - 공립보통학교와 실업학교 교직원에게 제복을 착용하게 했다.
- 12월 19일 - 이상설, 이종호 등이 블라디보스토크 한인촌에서 권업회를 조직하였다.

## 문화
- 3월 29일 - 조선은행법이 공포되어 한국은행이 조선은행으로 개칭되었다.
- 음력 4월 - 신흥무관학교가 설립되었다.
- 4월 8일 - 조선에서 천주교 대구대목구가 설정되었다.
- 6월 1일 - 흥인지문의 북쪽 성벽이 헐리고 도로가 개통되었다.
- 10월 1일 - 경원선, 용산역 ~ 의정부역까지 구간 개통되었다.
- 11월 1일 - 압록강 철교가 준공 및 개통되었다.

## 탄생

### 1월
- 1월 1일 - 미국의 야구 선수 행크 그린버그. (~1986년)
- 1월 11일 - 일본의 정치인, 총리 대신 스즈키 젠코. (~2004년)
- 1월 19일 - 일본의 야구 선수 가리타 히사노리. (~2001년)

### 2월
- 2월 6일 - 미국의 제40대 대통령 로널드 레이건. (~2004년)
- 2월 18일 - 일본의 극우 운동가 고다마 요시오. (~1984년)
- 2월 19일 - 대한민국의 승려 성철. (~1993년)

### 3월
- 3월 3일 - 미국의 배우 진 할로. (~1937년)
- 3월 10일 - 대한민국 음악가 채선엽. (~1987년)
- 3월 22일 - 대한민국의 정치인 황호현. (~1992년)
- 3월 25일 - 미국의 사업가, 범죄자 잭 루비. (~1967년)
- 3월 26일 - 미국의 극작가 테네시 윌리엄스. (~1983년)

### 4월
- 4월 3일 - 중화인민공화국의 정치인 주덕해. (~1972년)
- 4월 8일 - 미국의 화학자 멜빈 캘빈. (~1997년)
- 4월 10일 - 프랑스의 정치가, 언론인 모리스 쉬망. (~1998년)
- 4월 21일 - 대한민국의 교육자 전 영부인 공덕귀. (~1997년)
- 4월 30일 - 독일의 작가 루이제 린저. (~2002년)

### 5월
- 5월 8일 - 미국의 싱어송라이터 로버트 존슨. (~1938년)
- 5월 21일 - 대한민국의 목사 방지일. (~2014년)
- 5월 24일 - 버마의 정치인, 독립운동가, 군인 네 윈. (~2002년)
- 5월 25일 - 대한민국의 아동문학가 윤석중. (~2003년)
- 5월 30일 - 미국의 초백세인 도로시 커스터. (~2015년)

### 6월
- 6월 14일 - 나치 독일의 게슈타포 및 SS 보안방첩부의 수장 라인하르트 하이드리히의 부인 리나 하이드리히. (~1985년)
- 6월 16일 - 대한민국의 정치인 박희현. (~1999년)
- 6월 17일 - 대한민국의 교수, 목회자 신사훈. (~1998년)
- 6월 18일 - 대한민국의 정치인 서정원. (~1977년)
- 6월 23일 - 영국, 미국의 광고인 데이비드 오길비. (~1999년)
- 6월 29일 - 네덜란드의 베른하르트 왕자. (~2004년)
- 6월 30일 - 폴란드의 시인, 소설가 체스와프 미워시. (~2004년)

### 7월
- 7월 5일 - 프랑스의 대통령 조르주 퐁피두. (~1974년)
- 7월 9일 - 미국의 이론물리학자 존 아치볼드 휠러. (~2008년)
- 7월 10일 - 미국의 트럼펫 연주자 쿠티 윌리엄스. (~1985년)
- 7월 16일 - 미국의 배우, 가수 진저 로저스. (~1995년)

### 8월
- 8월 2일 - 대한민국의 정치인, 법조인 김선태. (~1978년)
- 8월 5일 - 미국의 배우 로버트 테일러. (~1969년)
- 8월 6일
  - 미국의 배우 겸 연극감독 루실 볼. (~1989년)
  - 대한민국의 기업가 허정구. (~1999년)
- 8월 7일 - 미국의 영화 감독 니컬러스 레이.
- 8월 9일 - 미국의 천문학자 윌리엄 앨프리드 파울러. (~1995년)
- 8월 10일 - 조선민주주의인민공화국의 사회주의자 맹종호. (~?)
- 8월 11일 - 태국의 정치인 타놈 끼띠카쫀. (~2004년)
- 8월 18일 - 대한민국의 기업인 박인천. (~1984년)
- 8월 25일 - 베트남의 군사 지도자 보응우옌잡. (~2013년)

### 9월
- 9월 1일
  - 대한제국의 시인, 작가 노천명. (~1957년)
  - 김홍조. (~2008년)
- 9월 10일 - 프랑스의 배우 르네 시모노. (~2021년)
- 9월 11일 - 나치 독일 SS장교 알프레드 나우요크스. (~1960년)
- 9월 24일 - 구 소련의 정치인 콘스탄틴 체르넨코. (~1985년)

### 10월
- 10월 5일 - 대한민국의 외과 의사 장기려. (~1995년)
- 10월 14일 - 북베트남의 정치인 레득토. (~1990년)
- 10월 15일 - 미국의 정치인 존 S. 매키어넌. (~1997년)
- 10월 16일 - 대한민국의 고고학자 김정학. (~2006년)
- 10월 27일 - 미국의 가수, 음악가, 연극 배우, 영화배우 리프 에릭슨. (~1986년)

### 11월
- 11월 1일 - 중화인민공화국의 정치가, 슈퍼센티네리언 시핑 (~2024년)
- 11월 7일 - 러시아의 과학자 미하일 얀겔. (~1971년)
- 11월 12일 - 대한민국의 제헌 국회의원 이호석. (~?)
- 11월 14일 - 대한민국의 정치인 이경. (~1984년)
- 11월 20일 - 미국의 높이뛰기 선수 진 실리. (~1998년)
- 11월 21일 - 일본의 전 프로 야구 선수, 야구 지도자 미하라 오사무. (~1984년)
- 11월 24일 - 대한민국의 무용가 최승희 . (~1969년)

### 12월
- 12월 5일 - 폴란드의 피아니스트 브와디스와프 슈필만. (~2000년)
- 12월 9일 - 일본의 군인 세지마 류조. (~2007년)
- 12월 18일 - 미국의 영화감독 줄스 다신. (~2008년)
- 12월 23일 - 덴마크의 면역학자 닐스 카이 예르네. (~1994년)

### 미상
- 대한민국의 정치인 정인식. (~?)
- 대한민국의 영화 감독 박구. (~1984년)

## 사망

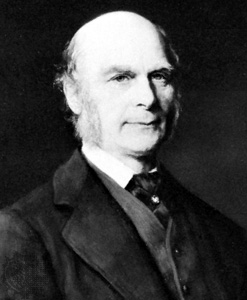
프랜시스 골턴

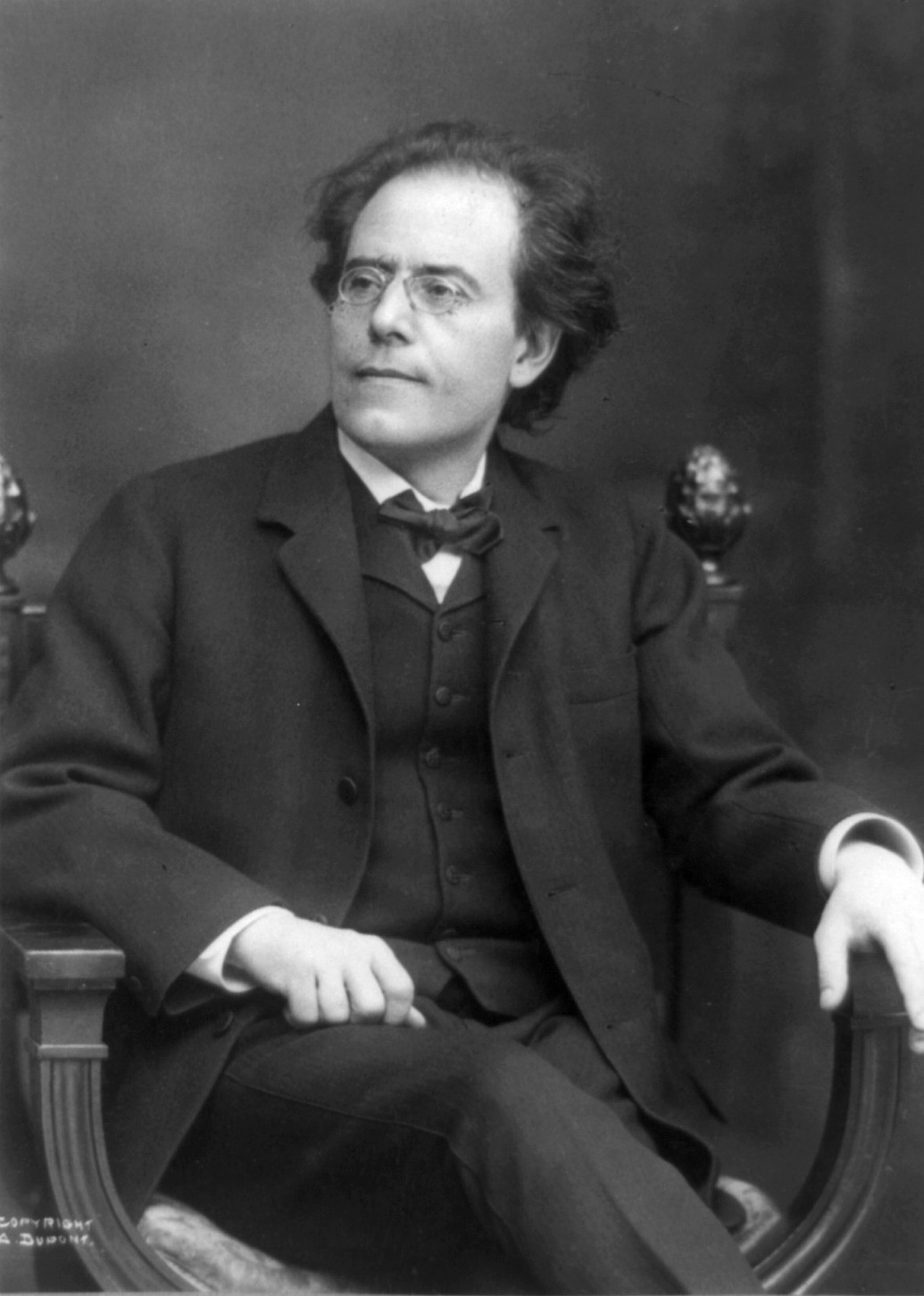
구스타프 말러

- 1월 17일 - 영국의 인류학자 프랜시스 골턴. (1822년~)
- 1월 26일 - 대한제국의 주러공사 이범진. (1852년~)
- 4월 17일 - 대한제국의 중추원 참의원 김지수. (미상~)
- 5월 18일 - 오스트리아의 작곡가, 지휘자 구스타프 말러. (1860년~)
- 7월 20일 - 대한제국의 황가 순헌황귀비. (1854년~)

## 노벨상
- 물리학상 - 빌헬름 빈
- 화학상 - 마리 퀴리
- 생리학·의학상 - 알바르 굴스트란드
- 평화상 - 토비아스 아서르, 알프레트 헤르만 프리트
- 문학상 - 모리스 메테를링크

## 달력
| 1월 |    |    |    |    |    |    |
| 일  | 월 | 화 | 수 | 목 | 금 | 토 |
| 1   | 2  | 3  | 4  | 5  | 6  | 7  |
| 8   | 9  | 10 | 11 | 12 | 13 | 14 |
| 15  | 16 | 17 | 18 | 19 | 20 | 21 |
| 22  | 23 | 24 | 25 | 26 | 27 | 28 |
| 29  | 30 | 31 |    |    |    |    |

| 2월 |    |    |    |    |    |    |
| 일  | 월 | 화 | 수 | 목 | 금 | 토 |
|     |    |    | 1  | 2  | 3  | 4  |
| 5   | 6  | 7  | 8  | 9  | 10 | 11 |
| 12  | 13 | 14 | 15 | 16 | 17 | 18 |
| 19  | 20 | 21 | 22 | 23 | 24 | 25 |
| 26  | 27 | 28 |    |    |    |    |

| 3월 |    |    |    |    |    |    |
| 일  | 월 | 화 | 수 | 목 | 금 | 토 |
|     |    |    | 1  | 2  | 3  | 4  |
| 5   | 6  | 7  | 8  | 9  | 10 | 11 |
| 12  | 13 | 14 | 15 | 16 | 17 | 18 |
| 19  | 20 | 21 | 22 | 23 | 24 | 25 |
| 26  | 27 | 28 | 29 | 30 | 31 |    |

| 4월 |    |    |    |    |    |    |
| 일  | 월 | 화 | 수 | 목 | 금 | 토 |
|     |    |    |    |    |    | 1  |
| 2   | 3  | 4  | 5  | 6  | 7  | 8  |
| 9   | 10 | 11 | 12 | 13 | 14 | 15 |
| 16  | 17 | 18 | 19 | 20 | 21 | 22 |
| 23  | 24 | 25 | 26 | 27 | 28 | 29 |
| 30  |    |    |    |    |    |    |

| 5월 |    |    |    |    |    |    |
| 일  | 월 | 화 | 수 | 목 | 금 | 토 |
|     | 1  | 2  | 3  | 4  | 5  | 6  |
| 7   | 8  | 9  | 10 | 11 | 12 | 13 |
| 14  | 15 | 16 | 17 | 18 | 19 | 20 |
| 21  | 22 | 23 | 24 | 25 | 26 | 27 |
| 28  | 29 | 30 | 31 |    |    |    |

| 6월 |    |    |    |    |    |    |
| 일  | 월 | 화 | 수 | 목 | 금 | 토 |
|     |    |    |    | 1  | 2  | 3  |
| 4   | 5  | 6  | 7  | 8  | 9  | 10 |
| 11  | 12 | 13 | 14 | 15 | 16 | 17 |
| 18  | 19 | 20 | 21 | 22 | 23 | 24 |
| 25  | 26 | 27 | 28 | 29 | 30 |    |

| 7월 |    |    |    |    |    |    |
| 일  | 월 | 화 | 수 | 목 | 금 | 토 |
|     |    |    |    |    |    | 1  |
| 2   | 3  | 4  | 5  | 6  | 7  | 8  |
| 9   | 10 | 11 | 12 | 13 | 14 | 15 |
| 16  | 17 | 18 | 19 | 20 | 21 | 22 |
| 23  | 24 | 25 | 26 | 27 | 28 | 29 |
| 30  | 31 |    |    |    |    |    |

| 8월 |    |    |    |    |    |    |
| 일  | 월 | 화 | 수 | 목 | 금 | 토 |
|     |    | 1  | 2  | 3  | 4  | 5  |
| 6   | 7  | 8  | 9  | 10 | 11 | 12 |
| 13  | 14 | 15 | 16 | 17 | 18 | 19 |
| 20  | 21 | 22 | 23 | 24 | 25 | 26 |
| 27  | 28 | 29 | 30 | 31 |    |    |

| 9월 |    |    |    |    |    |    |
| 일  | 월 | 화 | 수 | 목 | 금 | 토 |
|     |    |    |    |    | 1  | 2  |
| 3   | 4  | 5  | 6  | 7  | 8  | 9  |
| 10  | 11 | 12 | 13 | 14 | 15 | 16 |
| 17  | 18 | 19 | 20 | 21 | 22 | 23 |
| 24  | 25 | 26 | 27 | 28 | 29 | 30 |

| 10월 |    |    |    |    |    |    |
| 일   | 월 | 화 | 수 | 목 | 금 | 토 |
| 1    | 2  | 3  | 4  | 5  | 6  | 7  |
| 8    | 9  | 10 | 11 | 12 | 13 | 14 |
| 15   | 16 | 17 | 18 | 19 | 20 | 21 |
| 22   | 23 | 24 | 25 | 26 | 27 | 28 |
| 29   | 30 | 31 |    |    |    |    |

| 11월 |    |    |    |    |    |    |
| 일   | 월 | 화 | 수 | 목 | 금 | 토 |
|      |    |    | 1  | 2  | 3  | 4  |
| 5    | 6  | 7  | 8  | 9  | 10 | 11 |
| 12   | 13 | 14 | 15 | 16 | 17 | 18 |
| 19   | 20 | 21 | 22 | 23 | 24 | 25 |
| 26   | 27 | 28 | 29 | 30 |    |    |

| 12월 |    |    |    |    |    |    |
| 일   | 월 | 화 | 수 | 목 | 금 | 토 |
|      |    |    |    |    | 1  | 2  |
| 3    | 4  | 5  | 6  | 7  | 8  | 9  |
| 10   | 11 | 12 | 13 | 14 | 15 | 16 |
| 17   | 18 | 19 | 20 | 21 | 22 | 23 |
| 24   | 25 | 26 | 27 | 28 | 29 | 30 |
| 31   |    |    |    |    |    |    |

### 음양력 대조 일람
| 음력월 | 월건 | 대소 | 음력 1일의 양력 월일 | 음력 1일 간지 |
| ------ | ---- | ---- | -------------------- | ------------- |
| 1월    | 경인 | 대   | 1월 30일             | 경자          |
| 2월    | 신묘 | 소   | 3월 1일              | 경오          |
| 3월    | 임진 | 대   | 3월 30일             | 기해          |
| 4월    | 계사 | 소   | 4월 29일             | 기사          |
| 5월    | 갑오 | 소   | 5월 28일             | 무술          |
| 6월    | 을미 | 대   | 6월 26일             | 정묘          |
| 윤6월  |      | 소   | 7월 26일             | 정유          |
| 7월    | 병신 | 소   | 8월 24일             | 병인          |
| 8월    | 정유 | 대   | 9월 22일             | 을미          |
| 9월    | 무술 | 대   | 10월 22일            | 을축          |
| 10월   | 기해 | 소   | 11월 21일            | 을미          |
| 11월   | 경자 | 대   | 12월 20일            | 갑자          |
| 12월   | 신축 | 대   | 1912년 1월 19일      | 갑오          |